# Quận Benton, Washington
Quận Benton là một quận thuộc tiểu bang Washington, Hoa Kỳ.
Quận này được đặt tên theo. Theo điều tra dân số của Cục điều tra dân số Hoa Kỳ năm 2000, quận có dân số 142.475 người. Quận lỵ đóng ở Prosser.

## Địa lý
Theo Cục điều tra dân số Hoa Kỳ, quận có diện tích 4558 km2, trong đó có 148 km2 là diện tích mặt nước. Sông Columbia tạo thành ranh giới phía bắc, nam, và đông của quận.